# Indische zwarte kikker
De Indische zwarte kikker (Melanobatrachus indicus) is een kikker uit de familie smalbekkikkers (Microhylidae). De soort werd voor het eerst wetenschappelijk beschreven door Richard Henry Beddome in 1878. Het is de enige soort uit de monotypische onderfamilie zwarte kikkers (Melanobatrachinae).
De kikker komt voor in Azië en leeft endemisch in zuidelijk India. De soort is aangetroffen in vochtige bergbossen op een hoogte van 1000 tot 1500 meter boven zeeniveau. Het is een bodembewoner die leeft tussen de bladeren en de rotsen.